# Saint-Germain-des-Bois (Cher)
Saint-Germain-des-Bois è un comune francese di 577 abitanti situato nel dipartimento del Cher, nella regione del Centro-Valle della Loira.

## Società

### Evoluzione demografica
Abitanti censiti